# U-23サッカーウズベキスタン代表
U-23サッカーウズベキスタン代表は、ウズベキスタンサッカー連盟によって編成されるウズベキスタンのサッカーの23歳以下のナショナルチームである。23歳以下の選手を対象とするオリンピックに出場するためのチームである。そのため、オリンピックの前年にはU-22サッカーウズベキスタン代表、そのさらに前年にはU-21サッカーウズベキスタン代表と呼称が変わる。

## オリンピックの成績
- 1996 - アジア予選敗退
- 2000 - アジア予選敗退
- 2004 - アジア予選敗退
- 2008 - アジア予選敗退
- 2012 - アジア予選敗退
- 2016 - アジア予選敗退
- 2020 - アジア予選敗退
- 2024 - グループリーグ敗退

## アジア競技大会の成績
- 2002 - グループリーグ敗退
- 2006 - ベスト8
- 2010 - ベスト8
- 2014 - ベスト16
- 2018 - ベスト8
- 2022 - 3位

## U-23選手権の成績
- 2013 - グループリーグ敗退
- 2016 - グループリーグ敗退
- 2018 - 優勝
- 2020 - 4位
- 2022 - 準優勝
- 2024 - 準優勝

## 監督
- ラフシャン・ハイダロフ 2017-2018
- Ljubinko Drulović 2019-